# Televisione in Brasile
Di seguito sono riportate notizie sulla storia della televisione in Brasile.

## Storia

Il marchio di Rede Tupi

La televisione in Brasile è stata lanciata il 18 settembre 1950, con la creazione del primo canale televisivo del brasile Rede Tupi. Dopo Rede Tupi nacquero altri canali televisivi come Rede Record nel 1953, e Rede Paulista nel 1952. Gli anni sessanta sono stati un periodo di innovazione nella televisione brasiliana. Nel 1960 nasce Rede Excelsior, chiusa nel 1970 per via della dittatura militare, ricordata per essere stata la prima emittente televisiva in Brasile a sperimentare il colore. Nel 1965 iniziarono le prime trasmissioni televisive via satellite. Sempre nello stesso anno, il 26 aprile, nasce la più potente tv brasiliana, Rede Globo. Nel 1967 nasce Rede Bandeirantes, che nel 1972 sarà il primo canale in Brasile ad avviare le trasmissioni a colori, con il sistema PAL-M. Nel 1960 nacque TV Cultura, che nel 1969 diventò un canale della televisione pubblica. Nel 1980 Rede Tupi dichiara fallimento, cessando le operazioni di trasmissioni e cedendo gran parte delle sue frequenze a Rede Manchete e a SBT. Negli anni ottanta, la fine del regime militare significò la fine della censura ai programmi televisivi. Nel 1999 Rede Manchete chiude improvvisamente lasciando le frequenze oscurate per quasi 6 mesi per poi essere sostituita da RedeTV!. Il 2 dicembre 2006 arrivò la televisione digitale terrestre. Nel 2016 verrà completato lo spegnimento della televisione analogica terrestre.

## Reti televisive

### Network diffusi a livello nazionale
- Rede Globo
- SBT
- Rede Record
- Rede Bandeirantes
- RedeTV!
- Rede Gazeta
- Rede CNT
- RBTV
- NGT
- Ulbra TV

### Reti televisive statali
- TV Nacional Brasil
- TV Câmara
- TV Senado
- TV Justiça

### Reti televisive educative
- TV Cultura
- Rede Minas
- TV Brasil
- TV Escola
- Canal Futura

### Reti televisive religiose

#### Cattoliche
- Rede Vida
- TV Aparecida
- TV Nazaré
- TV Seculo 21
- TV Canção Nova

#### Ecumeniche
- Boa Vondade TV
- TV Mundo Maior

#### Protestanti
- Boas Novas
- IURD TV
- TV Novo Tempo
- Rede 21
- Rede Gênesis
- Rede Gospel
- Rede Super
- RIT

### Network defunti
- Rede Excelsior
- Rede Tupi
- Rede Manchete